# Steve Lacy (chitarrista)
Steve Thomas Lacy-Moya (Compton, 23 maggio 1998) è un musicista, cantante, produttore discografico e compositore statunitense.
Ha ottenuto il riconoscimento come membro della band R&B The Internet, con la quale produce due album in studio. Nel 2017, Lacy ha pubblicato il suo EP di debutto, intitolato Steve Lacy's Demo. Il suo album di debutto, Apollo XXI, è stato pubblicato a maggio 2019. Il secondo album Gemini Rights, pubblicato nel 2022, gli vale un Grammy Award e la sua prima numero uno nella classifica dei singoli statunitensi grazie a Bad Habit.

## Primi anni di vita
Steve Lacy è nato il 23 maggio 1998 a Compton, California. Sua madre, Valerie, è afroamericana e suo padre era filippino. Lacy non conosceva davvero suo padre e disse che veniva solo per occasioni speciali, come i compleanni; morì quando Lacy aveva dieci anni. Lacy ha frequentato la scuola privata per la maggior parte della sua infanzia e ha affermato di essere cresciuto con il desiderio di sua madre di proteggere lui e le sue sorelle dall'ambiente in quel momento a Compton.

## Carriera
Lacy ha iniziato ad interessarsi alla chitarra all'età di sette anni attraverso il videogioco Guitar Hero, ma presto avrebbe voluto imparare a suonare su una vera chitarra. Ha incontrato il membro della banda The Internet, Jameel Bruner, mentre entrambi frequentavano la jazz band al liceo. Lacy ha iniziato a produrre creando ritmi sul suo iPhone, creando le sue prime canzoni sul suo cellulare, utilizzando un plug-in per la sua chitarra, chiamato iRig.
Nel 2013, ha iniziato a produrre quello che sarebbe diventato il terzo album in studio The Internet, Ego Death. Composto da otto tracce, Ego Death è stato nominato alla 58ª edizione dei Grammy Awards come Best Urban Contemporary Album .
Lacy è apparso in The Drum Chord Theory di Matt Martians e in Syd's Fin dopo che venne annunciato che i membri di The Internet avrebbero pubblicato progetti da solista. Steve ha anche iniziato a produrre canzoni per Twenty88, Denzel Curry, Isaiah Rashad, J. Cole, GoldLink, Kendrick Lamar, producendo la canzone "Pride" sull'album Damn, vincitore del Grammy Award. Il 17 febbraio 2017 venne pubblicato Steve Lacy's Demo, con Lacy produttore della maggior parte della serie di canzoni sul suo iPhone, producendo gli arrangiamenti di chitarra e basso e cantando la sua voce direttamente nel microfono integrato. Ha anche programmato i pattern della batteria su Ableton.
Nel 2017, ha co-scritto e prodotto l'intero EP Crush di Ravyn Lenae, pubblicato nel febbraio 2018. Dopo che lui e i suoi membri della band The Internet pubblicarono progetti da solista nel 2017, lavorarono poi al loro follow-up del 2018, Hive Mind, pubblicato nel luglio dello stesso anno. Lacy ha continuato a produrre per Solange, Kali Uchis nel suo album di debutto, Isolation, Mac Miller nel suo album del 2018, Swimming, ed ha contribuito nell'album Blood Orange di Dev Hynes, Negro Swan .
Lacy ha rivelato nel 2018 di aver prodotto per il collega nativo di Compton, il rapper YG, e che ora stava usando dispositivi diversi dal suo telefono per produrre musica. Nel marzo 2019, Lacy è stato accreditato per la produzione di due tracce dell'album When I Get Home di Solange. Nello stesso mese è apparso anche nella canzone e nel video di "Sunflower" dei Vampire Weekend. Ad aprile, Lacy ha pubblicato il singolo di debutto, "N Side", tratto dal suo album di debutto, Apollo XXI . Ha annunciato che la data di uscita di Apollo XXI sarebbe stata il 24 maggio 2019. Nella settimana del suo album di debutto, ha pubblicato altri due singoli, "Playground" e "Hate CD". L'album sarebbe stato successivamente nominato come Best Urban Contemporary Album ai 62° Annual Grammy Awards, la prima nomination ai Grammy di Lacy come artista solista.
Il 4 dicembre 2020, Lacy ha pubblicato una compilation dal titolo The Lo-Fis .
Il 15 luglio 2022 ha pubblicato il suo secondo album in studio Gemini Rights, accolto positivamente dalla critica e da ampio successo commerciale, debuttando al 7º posto della Billboard 200 statunitense dopo aver totalizzato oltre 34 000 unità di vendita nella sua prima settimana. L'uscita dell'album è stata anticipata dai singoli Mercury e Bad Habit: in particolare quest'ultimo è divenuto il primo singolo di Lacy ad entrare nella Billboard Hot 100 in madrepatria, debuttando al 100º posto e arrivando fino al vertice della classifica nel successivo mese di ottobre. Gemini Rights viene premiato come Best Progressive R&B Album ai Grammy Awards 2023.

## Stile musicale
In un'intervista con The Fader, Steve Lacy ha citato Thundercat, Erykah Badu, Black Moth Super Rainbow, Pharrell Williams e The Neptunes come alcune delle sue più grandi influenze, oltre a menzionare Prince come il suo collaboratore dei sogni. Makeda Sandford di Saint Heron ha descritto il suo suono come "una rappresentazione elettrizzante ma liscia... giocosa di funk da spiaggia, soul intriso di rock 'n roll". Jonah Bromwich di Pitchfork ha detto che "brilla con il classico funk e soul della California meridionale". Ha anche affermato che una delle sue maggiori influenze, per quanto riguarda la produzione, è Mac DeMarco .  Lacy ha detto che si sente più a suo agio a scrivere di argomenti riguardanti l'amore e gli appuntamenti, e descrive il suo suono musicale come un "plaid" di tessuto scozzese.

## Vita privata
Lacy si identifica come bisessuale, affermando che sebbene fosse sempre stato attratto dalle donne, reprimeva la sua attrazione per gli uomini, sentendo che stava commettendo un peccato come cristiano. Dopo aver avuto un'esperienza amorosa con un suo amico a Capodanno 2017, decise finalmente di accogliere la sua bisessualità, iniziando ad esplorare la sua attrazione per lo stesso sesso.

## Discografia

### Da solista

#### Album
- 2019 – Apollo XXI
- 2022 – Gemini Rights

#### Raccolte
- 2020 – The Lo-Fis

#### EP
- 2017 – Steve Lacy's Demo

#### Singoli
- 2015 – C U Girl
- 2016 – Some
- 2017 – Dark Red
- 2019 – N Side
- 2019 – Playground
- 2019 – Hate CD
- 2020 – Live Without Your Love (con Love Regenerator)
- 2022 – Mercury
- 2022 – Bad Habit
- 2022 – Sunshine (feat. Fousheé)

### con i The Internet

#### Album in studio
- 2015 – Ego Death
- 2018 – Hive Mind

## Riconoscimenti
Grammy Award
- 2016 – Candidatura per il miglior album R&B contemporaneo per Ego Death
- 2020 – Candidatura per il miglior album R&B contemporaneo per Apollo XXI
- 2023 – Candidatura per la registrazione dell'anno per Bad Habit[57]
- 2023 – Candidatura per la canzone dell'anno per Bad Habit
- 2023 – Candidatura per la miglior performance pop solista per Bad Habit
- 2023 – Miglior album R&B contemporaneo per Gemini Rights